# Georg Grabner auf Joslowitz
Georg Grabner auf Joslowitz, auch Jörg Grabner (* im 15. Jahrhundert; † 1487) war ein österreichischer Edelmann und unter anderem Herr von Schlickendorf, Zagging, Rechberg und Puechberg (Buchberg am Kamp) in Niederösterreich sowie von Joslowitz in Mähren.

## Leben
Georg Grabner war ein Sohn von Otto Grabner (genannt 1440), und ein Enkelsohn von Jacob Grabner dem Jüngeren (genannt 1410 als Herr von Rechberg) aus der Zweiten Niederösterreichischen Linie der Grabner der Familie der Herren von Graben. Seine Geschwister waren Johann Grabner, Margareta Grabner († 1499) sowie Andreas Grabner († 1449). Grabner war 1450 in erster Ehe mit Gertraud Kelberharter, einer Tochter des Erhardt Kelberharter zu Kälberharts und der Beatrix Rizendorfer, verehelicht, und hatte mit Jakob und Christoph Grabner zu Rosenburg, den späteren Besitzern der Rosenburg, zwei Söhne. Seine Tochter Margareta Grabner († 1499) ehelichte zuerst Jakob den Jüngeren von Tierna und 1492 in zweiter Ehe Reinprecht Sinzendorfer auf Achleiten, Feyregg und Friedau († 1533).
In zweiter Ehe war Georg Grabner mit Margaretha von Rosenhart verheiratet. Diese hatte zwei Söhne aus erster Ehe, Georg und Hans von Rosenhart, zu welchen Gunsten er 1473 auf die Herrschaft und Veste Puechberg verzichtet. Sein Bruder Johann Grabner verpfändet ihnen 1481 die Dörfer Prunreichs (Preinreichs ?) Eisenberg(eramt, Gemeinde Jaidhof) und Grubern (Grübern ?) mitsamt den Wein- und Getreidezehenten zu Mittelberg als Pfand erhielten. Es ist unklar, ob es sich bei diesem Georg Grabner um jenen handelt, der auch 1462 mit einer Barbara Kressling verheiratet war.
1439 war Georg Grabner im Trauergefolge des verstorbenen römisch-deutschen Königs Albrecht II., und führte gemeinsam mit Wolf Beldendorfer das Trauerpferd des Königreiches Ungarn. 1449 erhielt er von seinem Bruder Johann die Veste Rechberg. Zwischen 1450 und 1487 scheint er als Herr von Joslowitz, Guesst und Zagging (auch Zäcking, Zacking) auf, wobei Zagging laut anderer Quellen erst 1491 durch seine Söhne in den Besitz der Grabner gelangte. In den Besitz von Joslowitz war er vor 1471 gelangt, da er in diesem Jahr betreff des Verkaufes an ihn in einem Vergleich mit Stephan Freiherr von Eyczing und dessen Eidam Hanns Schus stand.

## Information
Die Daten zu diesem Artikel wurden aus der Von Graben Forschung von Matthias Laurenz Gräff übernommen.